# Oriolus forsteni
Oriolus forsteni là một loài chim trong họ Oriolidae.